# Mistrzostwa Polski w Boksie 1996
67. Mistrzostwa Polski w boksie mężczyzn odbyły się w dniach 13–16 czerwca 1996 roku w Świdnicy.

## Medaliści
| Kategoria:                        | Złoto:                                   | Srebro:                               | Brąz:                                                                          |
| waga papierowa (do 48 kg)         | Jarosław Zajączkowski (Polonia Świdnica) | Laszek Pasowicz (KSZO Ostrowiec)      | startowało tylko dwóch zawodników                                              |
| waga musza (do 51 kg)             | Daniel Zajączkowski (Polonia Świdnica)   | Bogdan Jendrysik (Walka Zabrze)       | Daniel Krzeszewski (Start Włocławek) Leszek Olszewski (Concordia Knurów)       |
| waga kogucia (do 54 kg)           | Marcin Walas (06 Kleofas Katowice)       | Mariusz Cieślak (Gwardia Wrocław)     | Jarosław Pietrzyk (KS Jastrzębie) Mariusz Pogorzelski (Concordia Knurów)       |
| waga piórkowa (do 57 kg)          | Maciej Zegan (Gwardia Wrocław)           | Rafał Sikora (Concordia Knurów)       | Adam Grzankowski (Polonia Świdnica) Stanisław Mazur (Gwardia Wrocław)          |
| waga lekka (do 60 kg)             | Dariusz Snarski (Hetman Białystok)       | Aleksander Nycz (Polonia Świdnica)    | Jarosław Brzozowiec (Walka Zabrze) Giennadij Staruszenko (Polonia Świdnica)    |
| waga lekkopółśrednia (do 63,5 kg) | Jacek Bielski (Renoma Elbląg)            | Mariusz Cendrowski (Gwardia Wrocław)  | Mariusz Biskupski (Olimpia Poznań) Andrzej Puk (Walka Zabrze)                  |
| waga półśrednia (do 67 kg)        | Tomasz Zaborowski (Olimpia Poznań)       | Robert Szeremeta (Hetman Białystok)   | Arkadiusz Sikora (Walka Zabrze) Marian Sokół (Hetman Białystok)                |
| waga lekkośrednia (do 71 kg)      | Paweł Kakietek (Gwardia Warszawa)        | Robert Gortat (Victoria Jaworzno)     | Józef Gilewski (Concordia Knurów) Grzegorz Strugała (Gwardia Wrocław)          |
| waga średnia (do 75 kg)           | Tomasz Adamek (KS Jastrzębie)            | Sebastian Kalaczyński (Renoma Elbląg) | Paweł Matuszewski (Zawisza Bydgoszcz) Andrzej Włodarczyk (06 Kleofas Katowice) |
| waga półciężka (do 81 kg)         | Mirosław Kuntusz (Polonia Świdnica)      | Tomasz Borowski (niestowarzyszony)    | Tomasz Błasiak (Start Włocławek) Albert Rybacki (06 Kleofas Katowice)          |
| waga ciężka (do 91 kg)            | Wojciech Bartnik (Gwardia Wrocław)       | Józef Włodarczyk (Walka Zabrze)       | Marek Gruszecki (06 Kleofas Katowice) Bartłomiej Łukasik (Gwardia Warszawa)    |
| waga superciężka (powyżej 91 kg)  | Henryk Zatyka (Walka Zabrze)             | Tomasz Zeprzałka (Concordia Knurów)   | Tomasz Bonin (Renoma Elbląg) Piotr Jurczyk (Olimpia Poznań)                    |